# Kwas ε-aminokapronowy
Kwas ε-aminokapronowy (łac. acidum aminocaproicum) – organiczny związek chemiczny, aminokwas stosowany jako środek przeciwkrwotoczny.

## Działanie
Aminokwas o działaniu hemostatycznym. Jako inhibitor plazminy przeciwdziała fibrynolizie, blokując przejście plazminogenu w plazminę. Na drodze konkurencyjnego hamowania blokuje czynniki aktywujące plazminogen (urokinazę, streptokinazę) powodując zachowanie fibryny w czopie hemostatycznym, co daje większą stabilizację skrzepu.
Szybko wchłania się z przewodu pokarmowego osiągając szczytowe stężenie we krwi w ciągu 22 godz. Stosowany przewlekle kumuluje się w organizmie.
Wydalany jest z moczem.

## Wskazania
Może być stosowany zapobiegawczo i leczniczo w skazie krwotocznej spowodowanej fibrynolizą (w przebiegu DIC, w małopłytkowości). W chirurgii zapobiegawczo po torakotomii, po operacjach na gruczole krokowym czy wycięciu migdałków. W ginekologii – w krwawieniach i skazach krwotocznych, np. po powikłanym porodzie lub poronieniu, wskutek mięśniaków macicy, przy nadmiernych krwawieniach miesiączkowych. W przedawkowaniu leków trombolitycznych którego skutkiem jest skaza krwotoczna. Czasem jako lek pomocniczy przy zabiegach stomatologicznych u chorych na hemofilię.

## Objawy uboczne
Niekiedy obserwuje się odczyny skórne, nudności, biegunkę, bóle brzucha, podciśnienie ortostatyczne, obrzęk błon śluzowych nosa, zaczerwienienie spojówek, rzadziej zakrzepowe zapalenie żył.
Kwas aminokapronowy może ulegać inkorporacji do białek organizmu w miejscu lizyny. Mogą się wiązać z tym bóle, martwica mięśni (w tym także mięśnia sercowego)

## Przeciwwskazania
Choroba zakrzepowa, ciąża, ciężkie uszkodzenia czynności nerek lub wątroby, miażdżyca z tendencją do zakrzepów, krwiomocz.
Nie należy stosować w przypadku wylewów do jam ciała lub narządów wewnętrznych i OUN u chorych na hemofilię.

## Interakcje
Estrogeny oraz doustne środki antykoncepcyjne zwiększają efekt działania EACA. Równoczesne podawanie tych leków może prowadzić do powstania zakrzepu.

## Dawkowanie
Zwykle podaje się 200 do 350 mg/kg m.c. na dobę, podzielone na 4 do 6 dawek. U dzieci około 100 mg/kc m.c. 4 razy na dobę.

### Preparaty
Jedynymi, zarejestrowanymi preparatami dostępnymi w Polsce, produkowanymi przez Przedsiębiorstwo Farmaceutyczne "Ziołolek" były:
- Acidum ε-aminocapronicum subst. 100 g
- Acidum ε-aminocapronicum granulat 50% 100 g
- Acidum ε-aminocapronicum syrop 20% 100 g

Produkcja krajowa tych preparatów została zakończona w 2006 roku.
Preparaty zagraniczne: Amicar® tabl. 0,5g